# Mieczysław Johann
Mieczysław Johann (ur. 13 września 1909 we Lwowie, zm. 20 lipca 1984) – polski inżynier budownictwa, dyrektor przedsiębiorstw budowlanych, działacz Polskiego Związku Inżynierów i Techników Budownictwa.

## Życiorys
Syn Władysława. W 1936 uzyskał dyplom inżyniera dróg i mostów na Wydziale Inżynierii Lądowej i Wodnej Politechniki Lwowskiej. W latach międzywojennych pracował przy budowie Centralnego Okręgu Przemysłowego.
W czasie wojny 1939–1945 pracował w przedsiębiorstwie budowlanym w rejonie Rzeszowa.
Po wojnie brał udział w pracach przy budowie Huty Częstochowa. Był organizatorem Centralnego Zarządu Budownictwa Przemysłowego (1955). W latach 1956–1972 pełnił funkcję dyrektora naczelnego Śląskiego Zjednoczenia Budownictwa Przemysłowego w Katowicach. Zainicjował budowę Ośrodka Badawczo-Rozwojowego Budownictwa Przemysłowego „Śląsk”.
Za osiągnięcia w dziedzinie organizacji zarządzania budownictwem oraz wdrożenia nowej techniki w budownictwie przemysłowym dwukrotnie był laureatem Nagród Państwowych II stopnia w dziedzinie techniki - w 1952 (nagroda zespołowa) za stosowanie kompleksowej organizacji oraz za nowatorskie metody koordynacji pracy i wykonawstwa przy budowie wielkiej Nowej Stalowni w Hucie im. Bolesława Bieruta.
Od 1948 był aktywnym działaczem Polskiego Związku Inżynierów i Techników Budownictwa. W latach 1971–1981 stał na czele oddziału katowickiego, w latach 1975–1978 wchodził w skład Prezydium Zarządu Głównego. W maju 1984 lubelski zjazd Związku nadał mu godność członka honorowego.
Zmarł 20 lipca 1984, spoczywa na cmentarzu przy ul. Francuskiej w Katowicach. 

## Ordery i odznaczenia
- Krzyż Oficerski Orderu Odrodzenia Polski (2 lipca 1955)[1]
- Krzyż Kawalerski Orderu Odrodzenia Polski (22 lipca 1953)[4]
- Medal 10-lecia Polski Ludowej (8 stycznia 1955)[5]